# Косъю (приток Вашки)
Косъю (устар. Кос-Ю) — река в России, течёт по территории Удорского района Республики Коми. Правый приток реки Вашка.
Длина реки составляет 56 км.
Течёт по лесной болотистой местности. Генеральным направлением течения в верхнем течении является северо-запад, в среднем — запад, в нижнем — юг. Впадает в Вашку на высоте 66 м над уровнем моря.
Притоки (км от устья):
- 0,1 км[3]: река Турунандзи (лв)[7];
- 27 км: река Гырба (пр)[3][7].

## Данные водного реестра
По данным государственного водного реестра России относится к Двинско-Печорскому бассейновому округу, водохозяйственный участок реки — Мезень от истока до водомерного поста у деревни Малонисогорская. Речной бассейн реки — Мезень.
Код объекта в государственном водном реестре — 03030000112103000047306.